# Poecilostachys geminata
Poecilostachys geminata là một loài thực vật có hoa trong họ Hòa thảo. Loài này được (Baker) Hack. miêu tả khoa học đầu tiên năm 1884.